# The Dirtbombs
The Dirtbombs son un grupo de rock de Detroit (Míchigan, Estados Unidos). Sus influencias son muy diversas, encontrándose ecos de punk rock, glam, soul o garage. Una característica fundamental de su formación es la presencia de una doble base rítmica, esto es dos bajos y dos baterías. Fueron formados por Mick Collins como un proyecto paralelo a su banda The Gories (una banda de referencia en el boom del garage actual), y empezaron a grabar sus primeras referencias en 1996.
La banda ha sido un continuo ir y venir de diferentes músicos, tanto en sus grabaciones en el estudio como en directo. En junio de 2004 se consolidó la decimoséptima formación, consistente en Mick Collins como guitarrista y cantante, Ko Melina (proveniente de Ko and The Knockouts) al bajo fuzz, Troy Gregory (proveniente de Flotsam and Jetsam, Prong y cantante de The Witches y Troy Gregory & The Stepsisters) al bajo y Ben Blackwell (dueño de la discográfica Cass Records) y Pat Pantano (miembro de The Come Ons) a las baterías. Durante un breve lapso de tiempo, a lo largo de 2002, la banda pasó a tener 7 miembros con la presencia de dos coristas: Deanne Iovan (también en The Come Ons) y la futura bajista Ko.
La banda fue concebida originalmente por Collins como un grupo de singles, hasta que desde el sello In The Red (uno de cuyos dueños es Jim Diamond, quien también pasó por la banda) convencieron a Collins para grabar un LP. Collins decidió que los álbumes tendrían una concepción de conjunto de canciones, sin ningún hilo conductor o conceptual que los uniese. Así llegaron Horndog Fest (1998), un disco muy punk-rock, Ultraglide in Black (2001), un disco de versiones de clásicos del soul, rhythm & blues y del sonido Motown y en 2003 Dangerous Magical Noise, que es el que mejor acogida ha tenido por la crítica especializada. En 2005 editaron If You Don’t Already Have a Look, un doble CD donde recopilaron todo el material que grabaron en formato single junto con seis temas inéditos. En 2013 lanzaron Ooey Gooey Chewy Ka-Blooey!, un disco claramente inspirado en el sonido bubblegum pop de fines de los '60 y principios de los '70.

## Miembros
- Mick Collins: guitarra y voz.
- Ko Melina: fuzz.
- Troy Gregory: bajo.
- Ben Blackwell: batería.
- Pat Pantano: batería.

### Miembros anteriores
- Dana Spicer: bajo y fuzz.
- Tom Lynch: bajo.
- Chris Fachini: batería.
- Scott: batería.
- Ewolf: batería.
- Chandy (Chris Handyside): batería.
- Joe Greenwald: bajo y fuzz.
- Jim Diamond: bajo y voz.
- Deanne Iovan: bajo, fuzz, coros.
- Deon Fischer: batería.
- Nick Lloyd: batería.
- Ryan Pritts: batería.
- Tom Potter: fuzz y coros.
- Patrick Keeler: batería. Estuvo como batería en algunos conciertos durante junio de 2004.

## Discografía

### Álbumes
- Horndog Fest (In The Red, 1998). LP y CD.
- Ultraglide in Black (In The Red, 2001). LP y CD.
- Chariot of the Gods? (Au-Go-Go, 2001). EP.
- Dangerous Magical Noise (In The Red, 2003). LP y CD.
- If You Don’t Already Have a Look (In The Red, 2005). Doble CD recopilatorio con todo su material de singles y recopilatorios.
- We Have You Surrounded (In The Red, 2008).
- Ooey Gooey Chewy Ka-Blooey! (In The Red, 2013).

### Singles
- «High Octane Salvation» (Sympathy For The Record Industry, 1996).
- «All Geeked Up» (In The Red, 1997).
- «Tina Louise» (Flying Bomb, 1998).
- «Maybe Your Baby» (High Maintenance, 1998).
- «Stuck Under My Shoe» (Some Assembly Required, 1998).
- «Headlights On» (Solid Sex Lovie Doll, 2000).
- «Brucia I Cavi» (Hate, 2000).
- «Ode To A Black Man» (Sweet Nothing, 2001).
- «Australian Sing A Long With The Dirtbomb Singers» (Zerox, 2002).
- «Pray For Pills» (Corduroy, 2002).
- «Motor City Baby» (Sweet Nothing, 2003).
- «Earthquake Heart» (Velvet Tiger, 2004).
- «Merit» (Kapow, 2004).
- «Crashdown Day» (Corduroy, 2004).
- «Tanzen Gehn'» (Soundflat, 2005).
- «Brand New Game» (Munster, 2005).
- «Oh Katrina» (2007).
- «Rocket USA» (Infirmary Phonographic, 2008).
- «Play Sparks» (In The Red, 2008).
- «Need You Tonight» (Stained Circles, 2008).

### Discos compartidos
- "Cedar Point '76", con The White Stripes (Extra Ball, 2000).
- "King's Led Hat", con The Gories (Fortune Teller, 2004).
- "She Played Me Like A Booger", con Justin Robertson (Slut Smalls, 2004).
- "Lost Love", con ADULT (Cass Records/Ersatz Audio, 2004).
- Billiards At Nine-Thirty, con King Khan And His Shrines (Sounds Of Subterrania, 2004).
- "No Expectations", con The Love Supremes (Norton, 2005).

### Apariciones en Recopilatorios
- Ghettoblaster: A Detroit Music Sampler 1997 Volume 1 (Motor City Brewing Works, 1997). CD.
- I Hate Music (P-Vine, 1999). CD.
- Hot Pinball Rock Vol. 1 (Extra Ball Records, 2000. CD.
- X-Mas Surprise Package Volume 3 (Flying Bomb Records, 2000). 7".
- Sympathetic Sounds Of Detroit (Sympathy For The Record Industry, 2001). LP y CD.
- Hometaping Volume 1 (Kerrang!, 2002). CD.
- Troy Gregory's Sybil(Fall Of Rome Records). CD.
- Rough Trade Shops Rock And Roll (Mute, 2002). Doble CD.
- X-Mas Surprise Package (The Collector's Edition) (Flying Bomb Records, 2002). CD.
- Ghettoblaster Volume 2 (Motor City Brewing Works, 2002). CD
- Playing Favourites (Illustrious Artists, 2003). LP.
- Revolver USA Sampler Autumn 2003 (Revolver USA, 2003). CD.
- Detroit Breakdown. The Rocked Out Motor City Music Sampler (PBS 106.7FM, 2004). CD.
- Superfuzz (Lowfly Records, 2005). CD.
- Salvo Of 24 Gunshots. Tribute To Gun Club (Unrecording Records, 2005). CD y LP.
- Static Disaster The U.K. In The Red Records Sampler (In The Red, 2005). CD.